# Sint-Pieterskerk (Galmaarden)

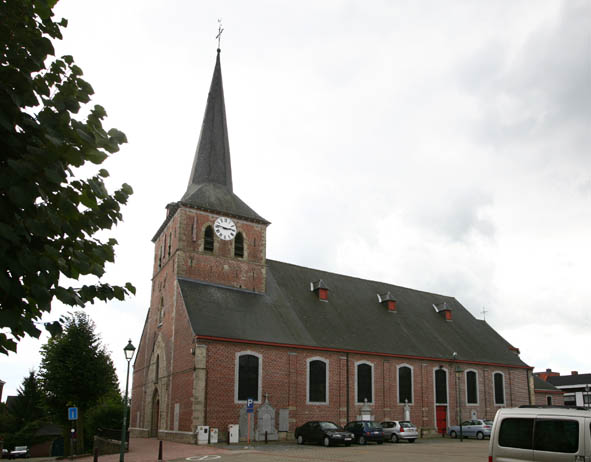
Sint-Pieterskerk, toestand voor 2008

De classicistische Sint-Pieterskerk in Galmaarden is een beschermd monument sinds 1976. Ze werd in 2008 bijna volledig verwoest door een brand. De kerk kijkt uit op het marktplein en zal in de toekomst herbestemd worden tot ontmoetingsplek.

## Geschiedenis
De classicistische Sint-Pieterskerk is west-oost georiënteerd. Ze werd in 1772 verbouwd en vergroot door de abdij van Vorst. Enkel de torenkern uit de 13e eeuw en enkele elementen uit de 14e eeuw bleven toen bewaard. Een tweede vergroting gebeurde in 1910 in functie van de groter wordende parochie. In 1995 werd ze ten slotte geheel gerestaureerd.
Door een brand op 12 mei 2008 werd de Sint-Pieterskerk bijna volledig verwoest. Een vuurpijl, die werd afgeschoten door foorkramers tijdens een kermis, belandde op het dak. Slechts enkele muren en de sacristie stonden nog overeind. Ook het kerkmeubilair ging verloren. Enkel de 13e-eeuwse torenkern bleef bewaard. Sinds 2016 is het gebouw in handen van de gemeente. Sinds 2021 is er een definitief plan om het kerkgebouw te herbestemmen tot een aantrekkelijke ontmoetingsplek. Er zal een ruime bibliotheek onderdak krijgen en er zal gezorgd worden voor meer vergroening en voor verbinding met het (culturele) centrum van de gemeente.

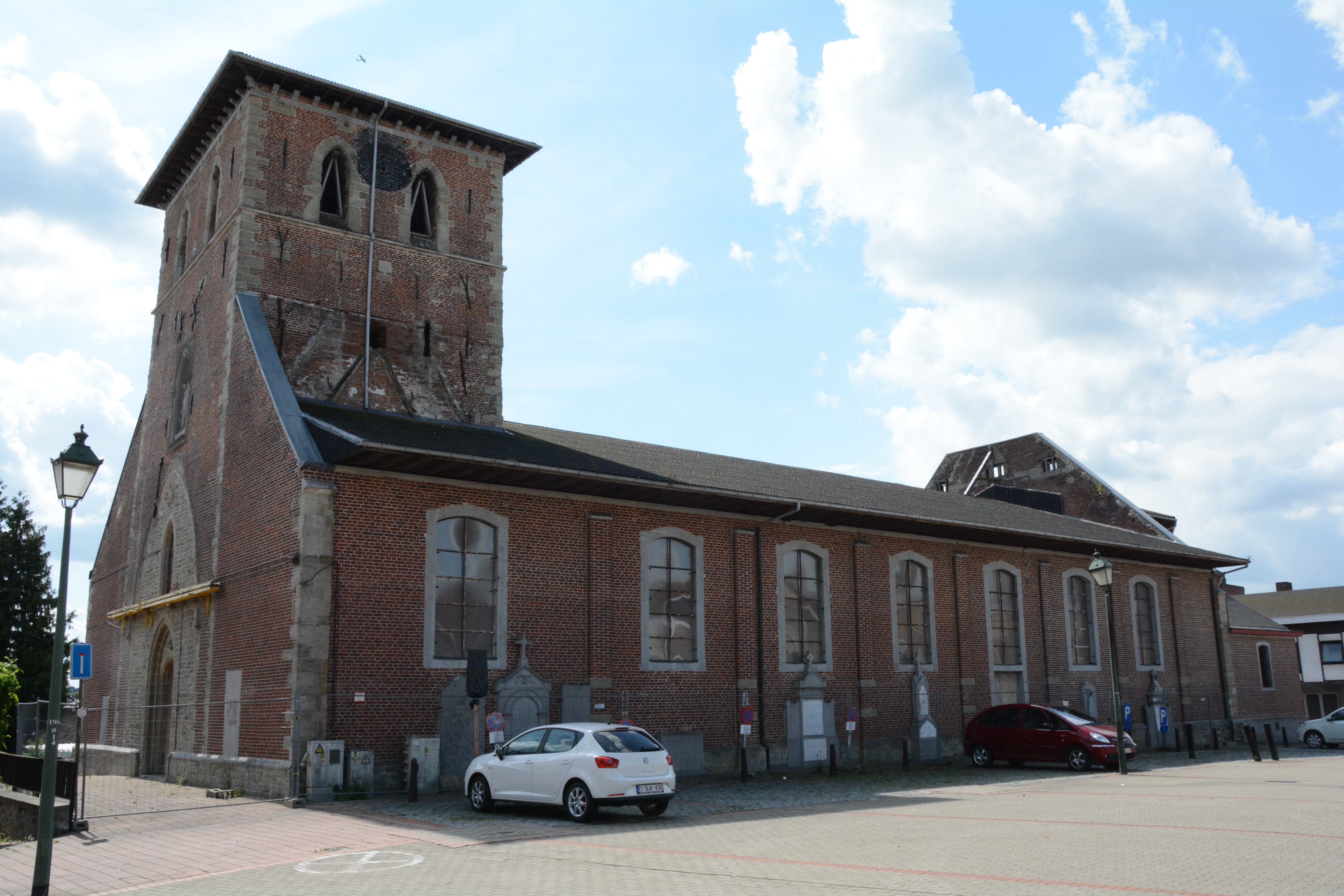
Sint-Pieterskerk, toestand na 2008

## Meubilair
Het binnenmeubilair van de kerk is volledig door de brand verloren. Het meubilair bestond onder andere uit beelden van de Heilige Petrus en de Heilige Paulus; altaren, koorlambrisering, biechtstoelen en preekstoel (1772) in rococostijl en een orgel uit 1877.
In de gevel is vandaag nog het wapenschild met bouwjaar 1771 te zien en de naam DMJ Debousie, de abdis van Vorst. Ook enkele 18de-eeuwse grafzerken afkomstig uit de kerk, zijn verwerkt in de kerkgevel.